# Albert Dupuis
Albert Laurent Joseph Dupuis (født 1. marts 1877 i Verviers - død 19. september 1967 i Brussel, Belgien) var en belgisk komponist, violinist, pianist, dirigent og rektor.
Dupuis studerede komposition, violin og klaver på Musikkonservatoriet i Verviers, og tog herefter til Paris, for at forsætte sine studier i komposition hos bl.a. Vincent d´Indy og Charles Bordes på Schola Cantorum.
Han har skrevet 2 symfonier, orkesterværker, kammermusik, operaer, korværker, sange og koncerter for mange instrumenter etc.
Dupuis blev efter sin hjemkomst fra Paris til Belgien, rektor på Musikkonservatoriet i Verviers. Han dirigerede også flere orkestre i Belgien såsom Statsteater Orkestret i Ghent.

## Udvalgte værker
- Symfoni nr. 1 (1904) - for orkester
- Symfoni nr. 2 (1922-1923) - for orkester